# Peter Naur

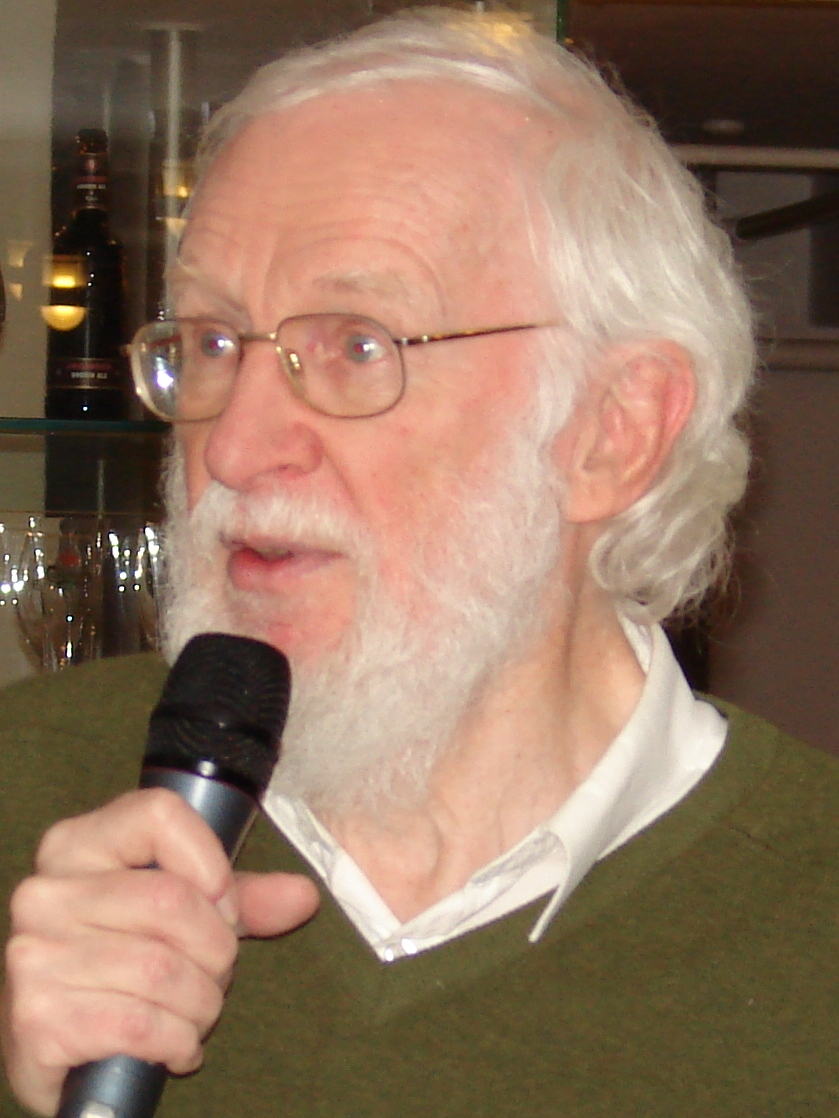
Peter Naur (2008)

Peter Naur (* 25. Oktober 1928 in Frederiksberg bei Kopenhagen; † 3. Januar 2016 in Herlev, Dänemark) war ein dänischer Informatik-Pionier und Träger des Turing Awards. Er war namensgebend an der Entwicklung der BNF-Notation (Backus-Naur-Form) beteiligt, die in der Beschreibung der Syntax vieler Programmiersprachen verwendet wird. Er wirkte auch bei der Entwicklung der Programmiersprache Algol 60 mit.

## Leben
Peter Naur wurde 1928 in Frederiksberg bei Kopenhagen als drittes Kind einer Künstlerfamilie geboren. Sein Vater war Albert Naur, ein bekannter dänischer Maler. Naur war Musikliebhaber und Flötist. Für sein Bläser-Quintet transkribierte er etliche Klavierkonzerte. Er war dreimal verheiratet. Aus erster Ehe stammten zwei Söhne und eine Tochter. Aus der dritten Ehe mit der österreichischen Informatikerin Christiane Floyd stammte seine zweite Tochter. Von seinen vier Kindern sind die Söhne Informatiker geworden, die erste Tochter Musikerin und die zweite Heilpraktikerin. 2016 verstarb er im Alter von 87 Jahren.

## Werdegang
Während seiner Schulzeit entwickelte Naur sein Interesse für Astronomie und studierte ab 1947 Astronomie an der Universität Kopenhagen. Nach dem Magister-Abschluss ging Naur in das Vereinigte Königreich, wo er 1950/51 bei der Programmierung des Computers Electronic Delay Storage Automatic Calculator arbeitete, um Bahnen von Planeten berechnen zu können. Dies war laut Konstrukteur Maurice Wilkes der erste Einsatz eines Computers für astronomische Zwecke.
Nach Aufenthalten an verschiedenen Observatorien arbeitete Naur von 1953 bis 1959 als Forschungsassistent am Observatorium Østervold in Kopenhagen und beriet den dänischen Computerhersteller Regnecentralen bei der Konstruktion des ersten dänischen Computers, dem Dansk Aritmetisk Sekvens Kalkulator. Ab 1959 war Naur in einem anderen Wissenschaftsgebiet tätig – er entwickelte bei Regnecentralen zusammen mit Jörn Jensen den Computer DASK ALGOL. Als Herausgeber des ALGOL Bulletins prägte er die Entwicklung von ALGOL. Er war einer der 13 Informatiker, die die Programmiersprache Algol 60 fast fertigstellten.
Damals war er mit dem Informatiker John W. Backus bekannt, der bei IBM ein Seminar bei Martin Davis besucht hatte, bei dem es um die Aussagenlogik des Mathematikers Emil Leon Post gehandelt hatte. Die von ihnen praktizierte Form der Zusammenarbeit wird als Backus-Naur-Form bezeichnet. Während seiner Zeit in der Rechenzentrale hatte er bereits Vorlesungen und Übungen zum Programmieren angeboten, 1969 wurde er als Professor für Informatik an die Universität Kopenhagen berufen und benannte das neue Fach Datalogie (bzw. Datalogy). Dort lehrte er bis zu seiner Emeritierung 1998. Daneben gründete er die Dansk Selskab for Datalogi, vergleichbar mit der Gesellschaft für Informatik in Deutschland und hielt in Rundfunk und Fernsehen zahlreiche populäre Vorträge, die Ängste vor dem Computer abbauen sollten.
Naur war frühzeitig mit dem Themengebiet der Künstlichen Intelligenz und den Beiträgen von Alan Turing beschäftigt, erläuterte diese und schrieb 1954 für ein Magazin: „Die Idee, dass Maschinen denken können, mag einige Leute verstören. Es hat den Eindruck, dass diese Möglichkeit für sie ein Albtraum ist, der Eintritt in eine maschinisierte Welt, in der der Mensch ein Sklave der Maschine ist. So eine Angst findet dieser Autor unbegründet. Er ist vielmehr besorgt, dass Menschen nicht mehr denken können, als dass es Maschinen gibt, die vielleicht denken.“ In seinem Werk, das rund 250 Aufsätze und andere Veröffentlichungen umfasst, hat Naur seine wichtigsten Schriften zur Datalogie in dem Band Computing: A Human Activity zusammengefasst.
Nach seiner Emeritierung widmete sich Naur unter dem Eindruck von William James und seinem Werk Principles of Psychology der Aufgabe, eine grundsätzliche Kritik der Philosophie und Psychologie voranzutreiben. Er veröffentlichte das Antiphilosophisches Lexikon, das „kein gutes Haar an den Philosophen von A wie Aristoteles bis W wie Wittgenstein übrig ließ“. Er entwickelte eine Theorie geistiger Prozesse, die ihn dazu führte, Computern die Denkfähigkeit abzusprechen. Daneben beschäftigte sich der Musikliebhaber Naur mit der Detail-Analyse der Sinfonien von Joseph Haydn und der Alzheimer-Krankheit als Problem der Synapsen.

## Auszeichnungen
- 1963: G.-A.-Hagemann-Medaille
- 1966: Jens-Rosenkjær-Preis
- 1986: Computer Pioneer Award
- 2005: Turing Award